# Người Chim Ưng Tomáš
Người Chim Ưng Tomáš, Tomáš người Chim Ưng, Tomáš và vua Chim Ưng, hay Vua Chim Ưng (tiếng Slovak: Sokoliar Tomáš) là một bộ phim thần tiên - cổ tích của đạo diễn Václav Vorlíček, ra mắt lần đầu năm 2000.

## Diễn viên
- Brano Holicek... Tomáš
- Juraj Kukura... Balador
- Klara Jandova... Formina
- Agnieszka Wagner... Zofia
- Waldemar Kownacki... Vua Chim Ưng Vagan
- Jiri Langmajer... Iver
- Manuel Bonnet... Sonat
- Sandor Teri... Gustaw
- Jaroslav Zvasta... Cedryk
- Marta Sladeckova... Katarzyna
- Andrej Mojzis... Mateusz
- Lubomir Kostelny... Wicek
- Lucia Barathova... Agata
- Vladimir Jedlovsky... Ojciec